# Hadrobunus grandis
Hadrobunus grandis is een hooiwagen uit de familie Sclerosomatidae.